# 黑角鱗魨
黑角鱗魨（学名：Melichthys niger），為輻鰭魚綱魨形目鱗魨亞目鱗魨科角鱗魨屬下的一个种，分布於印度洋及太平洋熱帶海域，深度0至75公尺，本魚略延長，呈長橢圓形，口端位，其背鰭和臀鰭上有明亮的白色線條，尾鰭稍呈圓形至雙微缺，尾鰭後緣有一條整齊的白色細條，鱗片上有黑點，形成線條，背鰭硬棘3枚、背鰭軟條30-34枚、臀鰭軟條28-30枚。齒白色，全身披骨質鱗片，體長可達50公分，棲息於向海的臨海礁石區，屬於雜食性，以動物性浮游生物、海藻、海綿、甲殼類、小魚為食，可作為觀賞性魚類和食用魚。

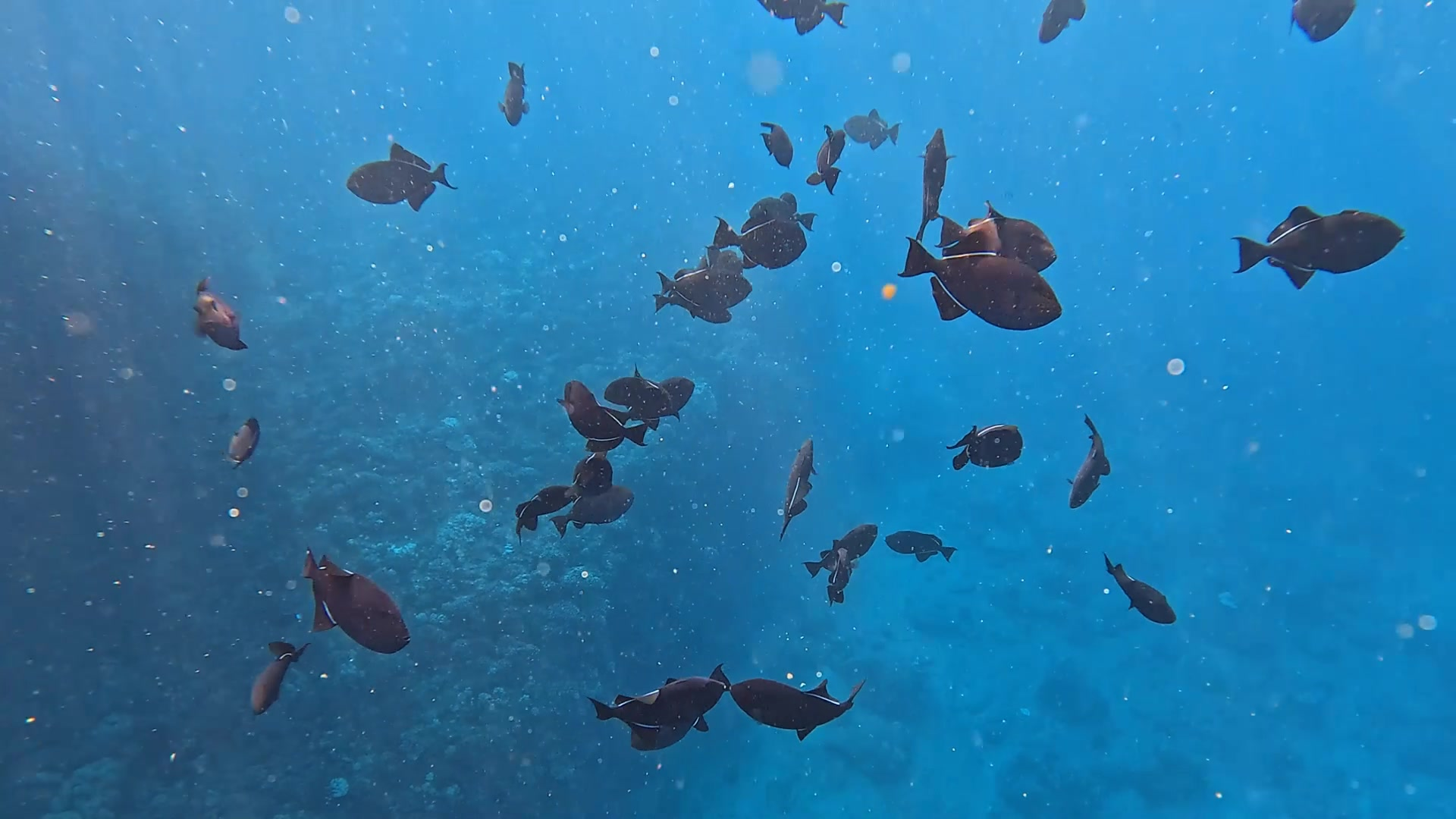
一群在夏威夷考艾島的黑角鱗魨